# Émile Nau
Pour les articles homonymes, voir Nau.
Émile Nau (né le 26 février 1812 à Port-au-Prince, mort le 27 février 1860 à Port-au-Prince), est un journaliste, historien et homme politique haïtien.

## Biographie
Il était le fils d'Auguste Nau (1778-1843), garde magasin principal de l'État, Trésorier général de la République, et de Magdeleine Noailles (1780-1832), qui avaient eu 10 enfants. Il épousa à Port-au-Prince, le 23 novembre 1833, Joséphine Blackhurst (1815-1839), dont il eut quatre enfants. Il se remaria le 23 avril 1844 dans la même ville avec Silvanie Caneaux (1810-1852), dont il eut trois enfants. Il eut également plusieurs enfants naturels.
Nau était le coéditeur de deux magazines, Le Républicain et L'Union, qui étaient publiés par son frère, Ignace Nau (1812-1845). Il fut également député (1842) et secrétaire au département des Relations extérieures. Émile Nau est l'auteur d'une Histoire des Caciques d'Haïti, publiée en 1837.
Émile Nau et les frères Beaubrun, Céligny, et Coriolan Ardouin, étaient membres de la société littéraire « L'École de 1836 », fondée par Ignace. Émile Nau servit également en tant que délégué de Port-au-Prince au cours de la présidence de Jean-Pierre Boyer.